# Julie Yu
Julie Jiarui Yu, född 20 juli 1996 i Uppsala och uppvuxen i Stockholm, är en svensk sångare, låtskrivare och röstskådespelare. 

## Karriär
Yu medverkade i Lilla Melodifestivalen 2011  där hon kom till semifinal. År 2016 var Yu på audition för TV4:s talangprogram Idol 2016 där hon tog sig från slutaudition till kvalveckan 
Efter Idol 2016 fick Yu kontrakt som låtskrivare på musikförlaget Hitfire Production där hon skrivit, tillsammans med MLC, Erik Lidbom, Jeongyeon och Chaeyoung från Twice, låten "Sweet Talker" på skivorna What Is Love? och Summer Nights med koreanska tjejgruppen Twice. 
EP:n What Is Love? fick pris på The 33rd Golden Disc Awards under kategorin "Album Bonsang" och toppade 2:a plats på japanska Oricon "Japanese Albums", 2:a plats på sydkoreanska Gaon "South Korean Albums" och 3:e plats på amerikanska Billboard "US World Albums". 
Albumet Summer Nights toppade 1:a plats på sydkoreanska Gaon "South Korean Albums", 4:e plats på japanska Oricon "Japanese Albums" och 4:e plats på amerikanska Billboard "US World Albums". . Båda skivorna sålde platinum 250,000 exemplar.
Sedan 2016 har Yu varit röstskådespelare för SVT.

## Diskografi
Featuring artist
- 2018 - "Somebody Like You" NEKO feat. Julie Yu [10]